# 호세 나사시
호세 나사시 야르사(스페인어: José Nasazzi Yarza, 1901년 5월 24일 ~ 1968년 6월 17일)는 우루과이의 축구 선수이다. 1930년 우루과이 월드컵에서 우루과이 대표팀의 주장을 맡았었다. 그는 우루과이 축구계의 영웅이라 불린다.
우루과이는 1930년 월드컵 토너먼트에서 페루와 루마니아를 꺾은 후, 준결승전에서 유고슬라비아를 6-1로 이겼다. 결승전에서 아르헨티나를 만났는데, 전반전까지 2-1로 뒤지고 있었다. 그러나 나사시는 동료들을 이끌었고, 결국 4-2로 역전승했다. 비록 1934년 이탈리아 월드컵에서는 우승하지 못했으나, 1935년 코파 아메리카를 우승했다.
그는 또한 월드컵 이전에 올림픽에도 출전했는데, 1924년 하계 올림픽과 1928년 하계 올림픽에서 금메달을 차지했었다.
1968년 67세의 나이로 사망하였다. 그리고 1982년 FIFA 월드컵에서 골든 볼이 처음 제정되면서 그는 1930년 우루과이 월드컵 골든 볼 수상자가 되었다.
그의 이름을 딴 것으로 나사시의 바톤(Nasazzi's Baton)이 있다. 이는 첫 FIFA 월드컵 우승국인 우루과이로부터 시작되며 비공식 축구 세계 챔피언과 같은 규칙을 따르며 한가지 다른 점은 오직 90분의 정규시간 결과만을 가지고 판단한다는 점이다.